# 瑪麗蓮·沃斯·莎凡特
瑪麗蓮·沃斯·莎凡特（Marilyn vos Savant，1946年8月11日—）曾經被記載為吉尼斯世界記錄所認定擁有最高智商的人類及女性 (1984 to 1989)。她於1946年出生於美國密苏里州的圣路易斯，瑪麗蓮在剛滿10歲的1956年9月時初次接受史丹福-比奈智力測驗 （心智年齡比例智商），測得智商高達228，並登上世界紀錄。然而，智商的判定與比較方式後來遭到爭議， 隨後吉尼斯世界記錄在1990年移除了“智商最高的人”這個項目。
1985年39歲的瑪麗蓮參加了Hoeflin's Mega Test的成人標準差智力測驗，48題中，她回答正確達46題，標準偏差值為16，智商為186。
瑪麗蓮現在從事文學創作，也編寫劇本，並長期在《Parade》雜誌開闢名為〈Ask Marilyn〉的專欄，專門回覆讀者各式各樣的問題，從數學到人生都有，她在雜誌上正確回答了蒙提霍爾問題。瑪麗蓮也是門薩國際、Mega Society及普羅米修斯社團（Prometheus Society）等高智商組織的成員之一。

## 外部連結
- 官方网站
- 《Parade》雜誌官網 （页面存档备份，存于），內有〈Ask Marilyn〉專欄